# 謝肇昌
謝肇昌，山西長治縣人，清朝政治人物、進士出身。
康熙三十三年，登進士，官四川宜賓縣知县。